# Franz Peter Wirth
Pour les articles homonymes, voir Wirth.
Franz Peter Wirth est un réalisateur et scénariste allemand né le 22 septembre 1919 à Munich, en Allemagne, et mort le 17 octobre 1999 à Berg, en Allemagne.

## Filmographie

### Réalisateur
- 1954 : Das Brot des Malers Luschek (téléfilm)
- 1954 : Oskar kommt mit der dritten Stadtbahn (téléfilm)
- 1954 : Vom Himmel hoch, da komm ich her (téléfilm)
- 1954 : Der Weihnachtsgast (téléfilm)
- 1955 : Unruhige Nacht (téléfilm)
- 1955 : Alle meine Söhne (téléfilm)
- 1956 : Meine Schwester und ich (téléfilm)
- 1956 : Der Hexer (téléfilm)
- 1956 : Der schöne Gleichgültige (téléfilm)
- 1956 : Jeanne oder Die Lerche (téléfilm)
- 1957 : Korruption (téléfilm)
- 1957 : Der Richter und sein Henker (téléfilm)
- 1957 : Bernarda Albas Haus (téléfilm)
- 1958 : Der kaukasische Kreidekreis (téléfilm)
- 1958 : Rien que la vérité (de) (… und nichts als die Wahrheit)
- 1958 : Les soldats ne sont pas de bois (Helden)
- 1959 : Un jour qui ne finira plus (de) (Ein Tag, der nie zu Ende geht)
- 1959 : Raskolnikoff (téléfilm)
- 1959 : Pris au piège (de) (Menschen im Netz)
- 1960 : La Femme à la fenêtre obscure (de) (Die Frau am dunklen Fenster)
- 1961 : Hamlet, Prinz von Dänemark (téléfilm)
- 1961 : Wallenstein (téléfilm)
- 1961 : Der Fall Winslow (téléfilm)
- 1961 : Anna Suh, la fille de Hong-Kong (de) (Bis zum Ende aller Tage)
- 1962 : Was Ihr wollt
- 1962 : Zaubereien oder Die Tücke des Objekts (téléfilm)
- 1962 : Spielsalon (téléfilm)
- 1962 : Zahlungsaufschub (téléfilm)
- 1963 : L'Irrésistible Célibataire (Bekenntnisse eines möblierten Herrn)
- 1963 : Don Carlos - Infant von Spanien (téléfilm)
- 1964 : Ein Mann im schönsten Alter
- 1964 : Der Hund des Generals (téléfilm)
- 1964 : Karl Sand (téléfilm)
- 1964 : Die Geschichte von Joel Brand (téléfilm)
- 1965 : Der arme Mann Luther (téléfilm)
- 1965 : Der Ruepp (téléfilm)
- 1965 : Antigone (d'après l'œuvre de Jean Anouilh)
- 1965 : Rückkehr von den Sternen (téléfilm)
- 1966 : Herzliches Beileid (téléfilm)
- 1966 : Geschlossene Gesellschaft (téléfilm)
- 1966 : Der Regenmacher (téléfilm)
- 1966 : Ein Schloß (téléfilm)
- 1967 : Flucht ohne Ausweg (série télévisée 3 épisodes)
- 1967 : Das Attentat - Der Tod des Engelbert Dollfuß (téléfilm)
- 1967 : Nathan der Weise (téléfilm)
- 1967 : Der schöne Gleichgültige (téléfilm)
- 1968 : Die Schlacht bei Lobositz (téléfilm)
- 1968 : Othello (téléfilm)
- 1969 : Die Zimmerschlacht (téléfilm)
- 1969 : Alte Kameraden (téléfilm)
- 1969 : Al Capone im deutschen Wald (téléfilm)
- 1969 : Verraten und verkauft (téléfilm)
- 1970 : Das Haus Lunjowo (téléfilm)
- 1970 : La Marquise de Brinvilliers (Die Marquise von B.) (série télévisée)
- 1971 : Die Messe der erfüllten Wünsche (téléfilm)
- 1971 : Willy und Lilly (téléfilm)
- 1971 : Opération Walkyrie (Operation Walküre) (téléfilm)
- 1971 : Change (téléfilm)
- 1972 : Eisenwichser (téléfilm)
- 1972 : Die rote Kapelle / L'Orchestre rouge (série télévisée 7 épisodes)
- 1972 - 1973 : Alexandre Bis (Alexander Zwo) (série télévisée 6 épisodes)
- 1973 : Oh ! Jonathan ! (de) (Oh Jonathan, oh Jonathan!)
- 1974 : Strychnin und saure Drops (téléfilm)
- 1974 : Der zerbrochene Krug (téléfilm)
- 1975 : Ein schönes Paar (téléfilm)
- 1975 : Die Verschwörung des Fiesco zu Genua (téléfilm)
- 1975 : Der Biberpelz (téléfilm)
- 1975 : Der Wittiber (téléfilm)
- 1975 : Baby Hamilton oder Das kommt in den besten Familien vor (téléfilm)
- 1976 : Minna von Barnhelm (téléfilm)
- 1977 : Les généraux, anatomie de la bataille de la Marne (Generale - Anatomie der Marneschlacht) (téléfilm)
- 1977 : Roulette (téléfilm)
- 1978 : Wallenstein (série télévisée 4 épisodes)
- 1979 : Die Buddenbrooks (série télévisée 11 épisodes)
- 1975 - 1980 : Tatort (série télévisée 2 épisodes)
- 1982 : Un carré de ciel (Ein Stück Himmel) (série télévisée)
- 1983 : Tiefe Wasser (téléfilm)
- 1984 : Hildes Endspiel - eine Vorstadtballade (téléfilm)
- 1984 : Egmont (téléfilm)
- 1984 : Don Carlos (téléfilm)
- 1985 : Polizeiinspektion 1 (série télévisée 2 épisodes)
- 1986 : Zerbrochene Brücken (téléfilm)
- 1986 : Spätes Erröten (téléfilm)
- 1986 : Die Wächter (série télévisée)
- 1988 : Familienschande (téléfilm)
- 1989 : Notenwechsel (téléfilm)
- 1989 : Karambolage (téléfilm)
- 1975 - 1990 : Inspecteur Derrick (Derrick) (série télévisée 5 épisodes)
- 1992 : Oppen und Ehrlich (série télévisée)
- 1992 : Dornberger (téléfilm)
- 1994 : Frankenberg (série télévisée)
- 1996 : Adieu, mon ami (téléfilm)
- 1996 : Der Mann ohne Schatten (série télévisée 2 épisodes)
- 1997 : Sophie - Schlauer als die Polizei erlaubt (série télévisée)
- 1997 : Sophie - Schlauer als die Polizei erlaubt: Ein Grab an der Donau (téléfilm)
- 1998 : Die Unbestechliche (série télévisée 3 épisodes)
- 1999 : Typisch Ed! (téléfilm)

### Scénariste
- 1955 : Unruhige Nacht (téléfilm)
- 1955 : Alle meine Söhne (téléfilm)
- 1956 : Jeanne oder Die Lerche (téléfilm)
- 1957 : Korruption (téléfilm)
- 1957 : Der Richter und sein Henker (téléfilm)
- 1957 : Bernarda Albas Haus (téléfilm)
- 1958 : Der kaukasische Kreidekreis (téléfilm)
- 1961 : Hamlet, Prinz von Dänemark (téléfilm)
- 1962 : Zaubereien oder Die Tücke des Objekts (téléfilm)
- 1962 : Was Ihr wollt
- 1962 : Zahlungsaufschub (téléfilm)
- 1963 : Der Hexer (teleplay)
- 1963 : Don Carlos - Infant von Spanien (téléfilm)
- 1964 : Ein Mann im schönsten Alter
- 1964 : Der Hund des Generals (téléfilm)
- 1965 : Antigone (teleplay, d'après Antigone)
- 1965 : Rückkehr von den Sternen (teleplay)
- 1966 : Geschlossene Gesellschaft (téléfilm)
- 1966 : Ein Schloß (téléfilm)
- 1967 : Flucht ohne Ausweg (série télévisée, 3 épisodes)
- 1967 : Nathan der Weise (téléfilm)
- 1967 : Der schöne Gleichgültige (teleplay)
- 1968 : Othello (téléfilm, auteur de l'adaptation)
- 1972 : Die rote Kapelle (série télévisée, 6 épisodes)
- 1972 : Eisenwichser (téléfilm, auteur de l'adaptation)
- 1973 : Alexandre Bis (Alexander Zwo) (série télévisée, 1 épisode, Ping Pong)
- 1973 : Oh Jonathan, oh Jonathan!
- 1974 : Der zerbrochene Krug (téléfilm)
- 1979 : Die Buddenbrooks (série télévisée)
- 1984 : Egmont (téléfilm)
- 1984 : Don Carlos (téléfilm)
- 1988 : Familienschande (téléfilm)

### Acteur
- 1970 : Mathias Kneissl de Reinhard Hauff : Schreinermeister
- 1990 : Bismarck de Tom Toelle (série télévisée) : Professor Schweninger